# Cleopatra (1934)
Cleopatra is een Amerikaanse dramafilm uit 1934 onder regie van Cecil B. DeMille.

## Verhaal
De Egyptische koningin Cleopatra speelt de Romeinse krijgsheren Julius Caesar en Marcus Antonius tegen elkaar uit. Ze pleegt uiteindelijk zelfmoord en Octavianus onderwerpt de Egyptenaren.

## Rolverdeling
| Acteur             | Personage       |
| ------------------ | --------------- |
| Claudette Colbert  | Cleopatra       |
| Henry Wilcoxon     | Marcus Antonius |
| Warren William     | Julius Caesar   |
| Joseph Schildkraut | Koning Herodes  |
| Ian Keith          | Octavianus      |
| Gertrude Michael   | Calpurnia       |
| C. Aubrey Smith    | Enobarbus       |
| Irving Pichel      | Apollodorus     |
| Arthur Hohl        | Brutus          |
| Ian McClaren       | Cassius         |